# Már ez is probléma?
A Már ez is probléma? (Pas de problème!) 1975-ben bemutatott, road movie jellegű francia film, Georges Lautner rendezésében. 
A visszafogott humorú, karácsonyi hangulatú vígjátékot 1978. május 25-én mutatták be Magyarországon, igen nagy sikerrel vetítették a mozikban. VHS vagy DVD változatban nem jelent meg, de több alkalommal adták televíziós csatornákon.

## Cselekmény
Párizs, karácsony előtt két nappal. Egy maffialeszámolás során a film valódi „főszereplője” golyót kap, de sebesülten autóval elmenekül. Egy látványos hajsza során lerázza üldözőit. Súlyosan vérezve beoson egy sokemeletes bérházba, majd utolsó erejével találomra becsönget az egyik emeleti lakásba. A lakásban élő fiatal lány, Anita, azt hiszi, volt barátja, Daniel jött fel hozzá, ezért kinyitja az ajtót. A sebesült maffiózó beront, telefont követel, majd néhány lépés után kileheli a lelkét. Az egy perce még a haját szárító Anita ott áll egy halott gengszterrel a lakásán. Mivel valahogy állandóan bajba kerül, a rendőrséggel is meggyűlt már a baja apróságok miatt, nem meri a hatóságot értesíteni. Megpróbálja Danielt felhívni, de az nem veszi fel a telefont. Miközben a lépcsőházban az ajtaja melletti vérnyomokat mossa le, becsapódik az ajtó, a kulcs bent maradt.
Anita több helyen is keresi Danielt, de sehol nem találja. Jobb híján lemegy a közeli diszkóba, Daniel kedvenc törzshelyére, de nem találja ott sem. Összeismerkedik egy kissé ügyefogyott, de jóindulatú fiatalemberrel, aki megpróbál ráhajtani. Elmeséli neki a becsapódott ajtó történetét. Anita és Jean-Pierre visszamennek a házba, de az ajtót nem sikerül kinyitni. Az üzletember papája pénzén jól eleresztett, egyetemista Jean-Pierre saját költségén egy lakatost hívat, aki kinyitja az ajtót, Anita azonban nem akarja a lakásba beengedni, a szerelő ezt látva kuncogva távozik.
Jean-Pierre számonkéri Anita viselkedését, de Anita közli, van bent valaki, ezért jobb lenne, ha nem akarna bejönni. Végül Jean-Pierre erőltetésére csak beengedi, aki a földön fekvő hullát látva szóhoz sem jut. Először Anitát véli a gyilkosnak, de végül elhiszi a történetet a betántorgó, majd összeeső egyénről. Legszívesebben kiszállna az eseményekből, már menne el, ám a lakásból jövő zajok hatására a veszekedős szomszéd lejön a fenti lakásból és az ajtóban meglátja Jean-Pierre-t. Ettől fogva ő is nyakig benne van az ügyben.
Jean-Pierre a tiltás ellenére elhozza papája, Edmond Citroënjét, aki vonattal több napra elutazott üzleti útra. A hullát elrejtik egy szőnyegbe csavarva a csomagtartóban azzal, hogy másnap megszabadulnak tőle. Azt azonban nem tudhatja, hogy papája éjjel váratlanul hazaérkezett, és még reggel tovább utazik a távoli Annecy-ba, ahol üzleti partnerei (valójában a szeretője) miatt gyakran fordul elő. Annecy után Svájcba megy, az ott síelő feleségéhez. 
Miután Jean-Pierre reggel egy pár percre haza megy elemelni az útra elegendő készpénzt, rémülten veszi észre váratlanul hazaérkezett apját. Mivel a kissé tutyimutyi Jean-Pierre nem mer nemhogy a hulláról, de még a kocsi elviteléről sem szólni apjának, az gyanútlanul elindul a többnapos útra, a csomagtartóban a lelőtt maffiózóval. Ha a svájci határon lebukik, igen nagy bajban van. Anita Danielhez fordul segítségért, majd Daniel felturbózott régi amerikai autójával, Jean-Pierre otthonról elemelt pénzén elindulnak Edmond nyomán. Autópályákon, országutakon, kisvárosokon, panziókon és a téli Franciaország csodálatos tájain folyik a hajsza.
A szoknyabolond Edmond az első benzinkútnál felvesz egy Emmanuelle nevű (utalás az akkoriban népszerű, erotikus Emmanuelle filmekre), Lyonba tartó stoppos hölgyet. Útközben megállnak egy útmenti hangulatos panzióban ebédelni, de a hölgy Edmond reményei ellenére sem megy fel vele a szobába, mivel a kemény és rámenős férfiakat kedveli. Kissé feszült hangulatban indulnak tovább. Emanuelle a vásáron vesz egy kisebb karácsonyfát, be akarja rakni a csomagtartóba. A dühös Edmond ki sem száll a kocsiból, csak odaadja neki a csomagtartó kulcsát, ahol nem is sejti, hogy a hulla van. Emmanuelle első pillanatban ledöbben, de az addig tutyimutyi üzletembernek vélt papát ezután már egy számára kívánatos, kemény maffiózónak látja, akinek minden titkos kívánsága hamarosan teljesül egy mellékút mentén a parkolóban. Anitáék és a Ford éppen akkor éri utol őket, amikor a kijáratnál váratlanul lekanyarodnak a pályáról, már nem képesek visszatolatni, elveszítik őket.
Mivel Edmond egy kerülőt tesz Emmanuelle miatt Lyon felé, Anita és társai hamarább érkeznek a tóparti gyönyörű kisvárosba, Annecy-ba, a papa „üzleti” útjának céljára. A szálloda bárjából titokban figyelő Jean-Pierre meglepve tapasztalja, hogy este megérkező apja a szállodából egy hölggyel távozik, annak lakására. Fent Edmond és barátnője, Janice között heves vita bontakozik ki. Janice követeli, hogy Edmond váljon el feleségétől. Fel is hívja svájci alpesi házukban, de Edmond csak hebeg-habog a telefonban, nem meri a dolgot megmondani feleségének. 
Anita és társai hazáig követték őket, de a kocsi a pincegarázsban áll, a házba nem tudnak bejutni.
Látják, hogy a házban lakik egy orvos, felcsöngetnek hozzá, hogy eressze be őket. Az éppen akkor érkező szülész-nőgyógyász doktornőnek azt hazudják, Anita beteg. A doktornő azonnal átlátja, itt valami nem stimmel, de beengedi őket. A két fiú azt mondja, kint a lépcsőházban megvárják a vizsgálatot, de azonnal lemennek a pincegarázsba a szőnyegbe csavart hullát eltüntetni.
Janice ezalatt ellopja az alvó Edmond kocsikulcsát, hogy személyesen lerendezze a dolgot Edmond Svájcban síelő feleségével. Daniel már majdnem kinyitja tolvajkulccsal a csomagtartót, amikor Janice bepattan a kocsiba és elszáguld, a tetem megint a csomagtartóban maradt. Felmennek Anitáért, de ő addigra már félig kitálalt a megértő doktornőnek. Az egész társaság lemegy Janice lakására. A felébresztett Edmond nem érti mit keres itt a fia, de miután elmondják neki a történetet, valamint észreveszi Janice üzenetét felesége meglátogatásáról, már ő is nyakig benne van, hiszen a hulla az ő kocsijában van. Ha Janice a határon lebukik, mindnyájan nagy bajban vannak. Az egész társaság együtt utazik tovább Svájcba, karácsony reggelén, a határállomáson érik be a Citroënt.
A vámos már kinyittatná a csomagtartót, ám Edmond egy műbalesetet okozva eltereli a figyelmet, így a Citroënt átengedik. Mire a társaság megérkezik a svájci hegyi villába, Janice és Edmond felesége már összebarátkoztak. A feleség vidáman közli, Edmond nyugodtan váljon el, a cég, a párizsi lakás, a villa, minden úgyis az övé, Edmond meg mehet, amerre lát, részéről visszautazik Párizsba, kéri a kocsikulcsot. Edmond szinte elégedetten figyeli, amint felesége a csomagtartóba berakodás közben megtalálja a hullát. Janice a rendőrséget akarja értesíteni, de rájön, végül is ő hozta át a kocsit a határon. Már mindnyájan nyakig ülnek a bajban, mikor Edmond igen határozott felesége átveszi a dolgok irányítását, senki nem megy sehová és nem értesít senkit, a dolgot maguknak kell megoldani. Hárman elmennek „intézkedni”, Janice megy a konyhába, Edmond és Jean-Pierre addig kényelmesen elhelyezkednek a kanapén.
Eljön karácsony este. A két napos lázálom után az egész társaság, Anita és barátai, Edmond, a megcsalt feleség, a csalódott szerető meglepően vidáman és felszabadultan ülnek a karácsonyi asztalnál. Vacsora alatt Jean-Pierre elereszt egy kérdést: és mi történt a hullával? Értetlenül és ártatlanul néznek rá: milyen hullával?
A villától kicsit odébb, egy havas réten új hóember áll, érdekes módon ugyanolyan paróka és sál van rajta, mint a lelőtt gengszteren. A réten siklóernyős landol, pontosan a hóember felé tart...

## A film zenéjéről
- A karácsonyi hangulatú Párizsban kezdődő film elején egy spanyol nyelvű, flamenco ritmusú dal hallható, az Y’a pas problèmes, a Boulou Elios & Los Gitanos együttes előadásában. A bevezető autós üldözés és a címfeliratok alatt – szokatlan módon – kilenc alkalommal kezdik elölről, majd hagyják abba váratlanul a dalt, melyet a film későbbi jeleneteiben XIX. századi, romantikus stílusú nagyzenekari változatban is hallhatunk.
- A film diszkóban játszódó jelenetében hallható a kor egyik legnagyobb diszkó slágere, az El Bimbo. A dal kissé kifordított módon később feltűnt a Rendőrakadémia filmek a Kék Osztriga bárban játszódó jeleneteiben is.

## Érdekességek
- A film „főszereplője”, az élve, majd halva, de végig jelenlévő maffiózó mindössze egyetlen szót ejt ki: telefon!
- A filmben kisebb szerepeket is ismert francia színészek játszanak.
- A doktornőt alakító ismert francia színésznő, Renée Saint-Cyr egyben Georges Lautner rendező felesége is volt.
- A párizsi diszkó pultosa, Patrick Dewaere a francia filmvilág egyik fenegyereke volt egy évvel korábbi, Herék, avagy a tojástánc című filmje óta, melyben Miou-Miou is feltűnt.
- Jean Lefebvre a francia filmvilág egyik legismertebb komikusa, számtalan filmben szerepelt, ő alakította a Csendőr sorozatban Fityesz (Fougasse) közlegényt.
- Edmond kocsija, egy 1970-es Citroën DS 20 Pallas a francia autóipar egyik legendás autója. Gyártását a film bemutatójának évében fejezték be, húsz év után.
- Daniel kocsija egy felturbózott 1966-os Plymouth Fury III Station Wagon.
- A film vége nem egyértelmű, közvetlenül a siklóernyős a hóemberben való landolása előtt a kép kimerevedik.

## A cselekmény helyszínei
- Párizs
- Avallon
- Lyon
- Annecy
- Svájc, Les Diablerets

## Forgatási helyszínek
- Annecy, tóparti sétány
- Emmanuelle lakóhelye a cselekmény szerint Lyon, a forgatási helyszín Annecy, a Saint Maurice templom melletti ház a Rue de Collége Chapuisien utcában
- Hotel Albigny, Rue Dupanloupe 11. Az egykori négycsillagos szálloda változatlan névvel és külső megjelenéssel, Residence Albigny Studio néven működik. ,

## Főszereplők
| Szerep                                        | Színész                      | Magyar hangja (1. szinkron, 1984) |
| --------------------------------------------- | ---------------------------- | --------------------------------- |
| a lelőtt maffiózó teteme                      | Lionel Vitrant               | ?                                 |
| Anita Boucher, a szőke lány                   | Miou-Miou                    | Kováts Adél                       |
| Edmond Michalon üzletember                    | Jean Lefebvre                | Gera Zoltán                       |
| Jean-Pierre Michalon, Edmond fia              | Bernard Ménez                | Tahi Tóth László                  |
| Daniel, Anita ex-barátja                      | Henri Guybet                 | Gálvölgyi János                   |
| Janis, Edmond barátnője Annecyben             | Anny Duperey                 | Hernádi Judit                     |
| Edmond megcsalt neje, Jean-Pierre anyja       | Maria Pacôme                 | Tábori Nóra                       |
| Laville doktornő                              | Renée Saint-Cyr              | Bánky Zsuzsa                      |
| Emmanuelle                                    | Paula Moore                  | Fehér Anna                        |
| lakatos                                       | Gérard Jugnot                | Usztics Mátyás                    |
| a párizsi diszkó pultosa                      | Patrick Dewaere              | ?                                 |
| Maurice, dörzsölt hotelportás                 | Robert Dalban                | ?                                 |
| vicces kedvű francia csendőr a svájci határon | Jean-Jacques Moreau          | Helyey László                     |
| veszekedős arab szomszéd                      | Abderrahmane El Kebir        | ?                                 |
| svájci vámos                                  | Paul Mercey                  | Miklósy György                    |
| kamionos a vécében                            | Alain Chevestrier (Bouboule) | Huszár László                     |

## Filmelőzetes
- https://www.youtube.com/watch?v=9l2fe8_emdo